# Scathophaga grisea
Scathophaga grisea är en tvåvingeart som först beskrevs av John Russell Malloch 1920.  Scathophaga grisea ingår i släktet Scathophaga och familjen kolvflugor. Inga underarter finns listade i Catalogue of Life.